# Мзи Каукунгва
Мзи Каукунгва (енгл. Mzee Kaukungwa; Охангвена, 6. октобар 1919 — Онгведива, 1. септембар 2014) био је намибијски политичар. Био је ратни ветеран и један од оснивача Југозападноафричке народне организације. Рођен је у селу Охангвена, 6. октобра 1919. године. Мзи је похађао основну школу и средњу школу између 1923. и 1938. године. Касније је наставио школовање на Онгведивској академији, 1939. године.